# Garhiofilatum

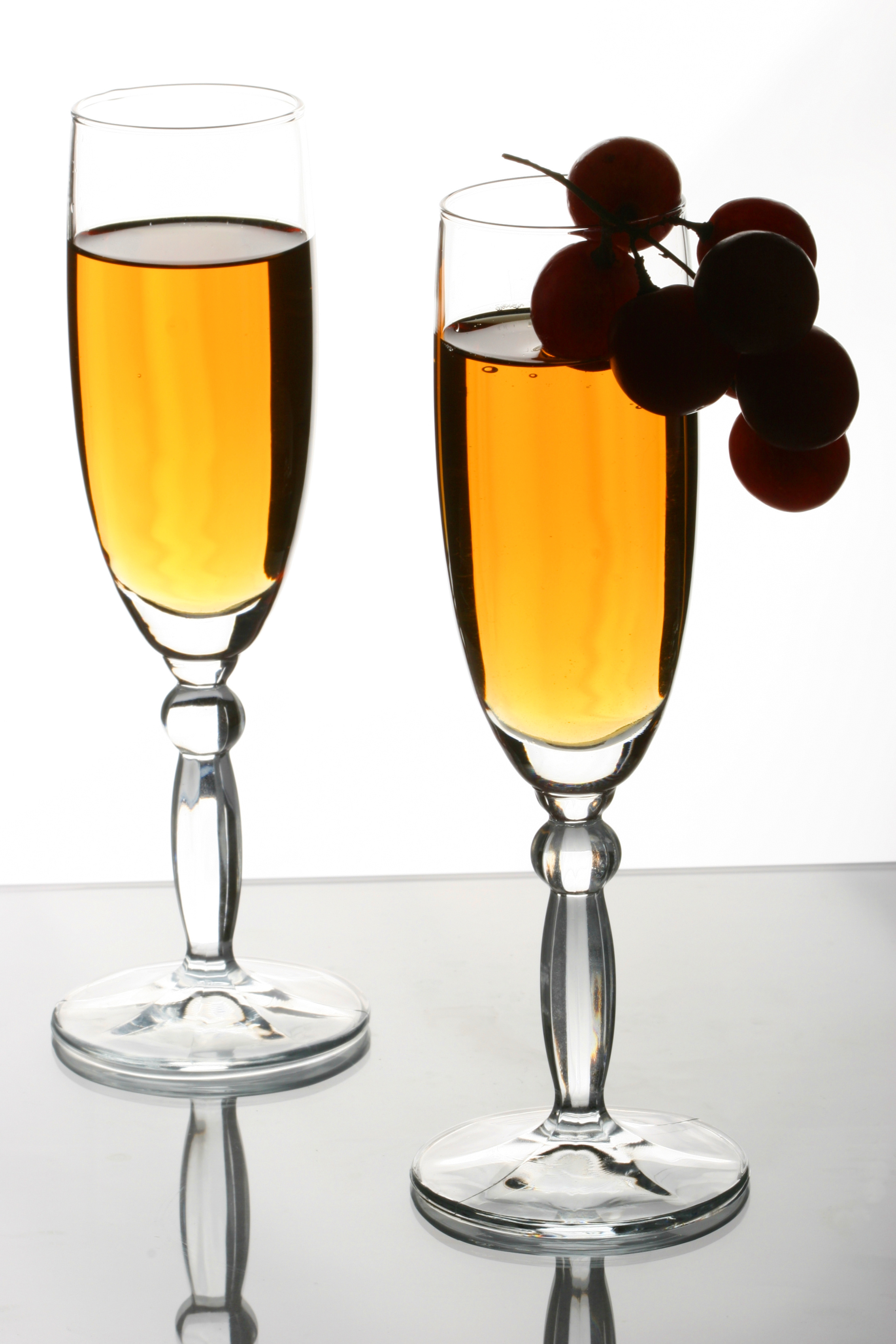
Grappe de raisin et verres de garhiofilatum.

Le garhiofilatum est une boisson préparée à base de vin blanc doux, de plusieurs épices et plantes aromatiques.

## Histoire

### Origine
L'origine du garhiofilatum remonterait au XIIIe siècle.
Le goût de cette épice est cependant très subtil pour cette boisson.

## Contexte

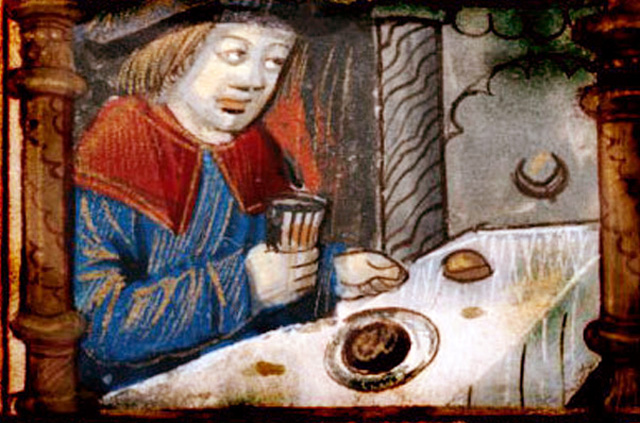
Buveur de garhiofilatum.

Les vins de Gascogne étaient à l'époque les plus renommés avec ceux de Bourgogne. Ils étaient connus dans toute l'Europe, et Montpellier était la principale plate-forme de distribution des épices en France, en tant que principal port du royaume.

## Technique

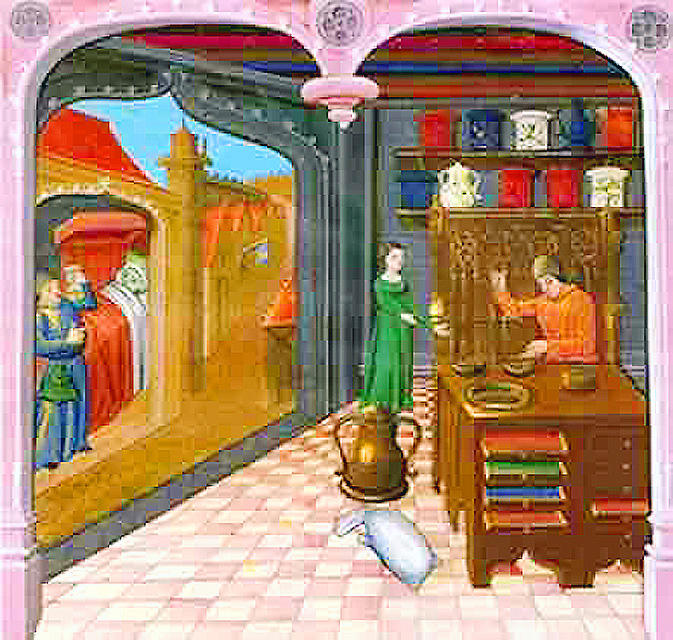
Malade buvant du garhiofilatum tandis que son épouse achète des épices

Le garhiofilatum est issu d'une macération de vin, d'épices et de plantes rares. La macération des plantes et des épices dans le vin dure plusieurs mois avant la mise en bouteille.
Parmi les épices se trouve le safran. L'usage des plantes permet de conserver le vin de façon naturelle.
Il n'y a pas d'ajout de sucre, colorant ou d'arôme.

### Commerce
Sa propriété (droit de marque), son élaboration et sa commercialisation sont détenus par un domaine viticole à Villeneuve-lès-Maguelonne,.

### Recette rapide
Il existe des recettes permettant de fabriquer ce vin chez soi.
Convenablement préparée et embouteillée, la boisson peut se garder jusqu'à plusieurs années.

## Goût
Le garhiofilatum est un vin doux. Il accompagne aisément apéritifs, desserts, met fins tels que le foie gras.